# Morsbach (Francia)
Morsbach è un comune francese di 2 630 abitanti situato nel dipartimento della Mosella nella regione del Grand Est.

## Società

### Evoluzione demografica
Abitanti censiti